# Wielings
Wielings ist eine Ortschaft und unter den Namen Willings eine Katastralgemeinde der Gemeinde Eisgarn im Bezirk Gmünd in Niederösterreich mit 66 Einwohnern (Stand 1. Jänner 2024).

## Geografie
Das südwestlich von Eisgarn gelegene Dorf, das vom Wielingsbach durchflossen wird, befindet sich inmitten einer nach Westen, zum Reißbach hin, leicht abfallenden Senke. 
Am 1. April 2020 umfasste die Ortschaft 56 Adressen.

## Geschichte
Schweickhardt beschrieb die Einwohner als Landbauern und Kleinhäusler mit guter Bestiftung, die auf den ertragsfähigen Gründen Korn, Hafer, Kraut, Rüben und Erdäpfel ziehen. Der erzeugte Flachs wird entweder verarbeitet oder verkauft; einzig die Viehzucht ist von geringer Bedeutung.
Im Jahr 1822 wurde der Ort als Dorf mit 21 Häusern genannt, das nach Eisgarn eingepfarrt war, wohin auch die Kinder eingeschult wurden. Die Herrschaft Heidenreichstein besaß die Ortsobrigkeit, übte die Landgerichtsbarkeit aus, besorgte die Konskription und hatte die Grundherrschaft inne.
Laut Adressbuch von Österreich waren im Jahr 1938 in der Ortsgemeinde Wielings zwei Gastwirte, zwei Gemischtwarenhändler, ein Schmied, ein Viehhändler und mehrere Landwirte ansässig. Im Jahr 1972 trat die Ortschaft zusammen mit Großradischen der Gemeinde Eisgarn bei.

## Siedlungsentwicklung
Zum Jahreswechsel 1979/1980 befanden sich in der Katastralgemeinde Willings insgesamt 50 Bauflächen mit 21.466 m² und 30 Gärten auf 4.859 m² und auch 1989/1990 waren es 50 Bauflächen. 1999/2000 war die Zahl der Bauflächen auf 186 angewachsen und 2009/2010 waren es 95 Gebäude auf 208 Bauflächen.

## Landwirtschaft
Die Katastralgemeinde ist landwirtschaftlich geprägt. 214 Hektar wurden zum Jahreswechsel 1979/1980 landwirtschaftlich genutzt und 155 Hektar waren forstwirtschaftlich geführte Waldflächen. 1999/2000 wurde auf 204 Hektar Landwirtschaft betrieben und 171 Hektar waren als forstwirtschaftlich genutzte Flächen ausgewiesen. Ende 2018 waren 196 Hektar als landwirtschaftliche Flächen genutzt und Forstwirtschaft wurde auf 174 Hektar betrieben. Die durchschnittliche Bodenklimazahl von Willings beträgt 20,4 (Stand 2010).